# Signoria di Rimini
La signoria di Rimini è stata un'entità territoriale autonoma esistita dal 1295 al 1500, costituita da Malatesta da Verucchio dopo il periodo comunale della città e governata dai suoi discendenti per più di duecento anni. Successivamente all'occupazione da parte di Cesare Borgia e all'incorporazione nei domini della Chiesa, nel biennio 1522-1523 Pandolfo IV Malatesta, detto Pandolfaccio, riconquistò il potere e anche nel periodo 1527-1528, insieme al figlio Sigismondo (1498-1543), allorché il territorio fu definitivamente annesso allo Stato Pontificio.

## Storia

Moneta della signoria, 1380 circa

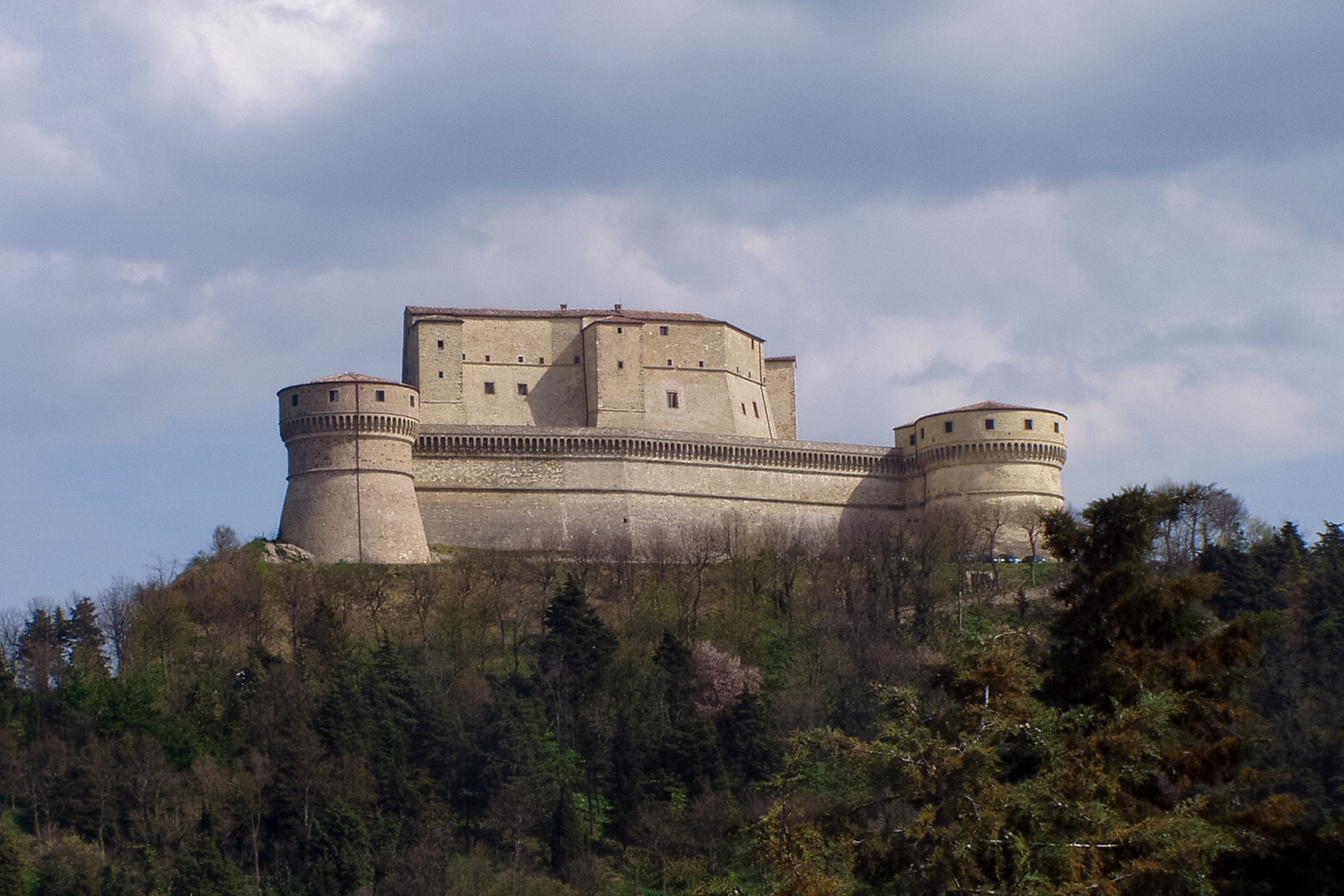
La fortezza di San Leo

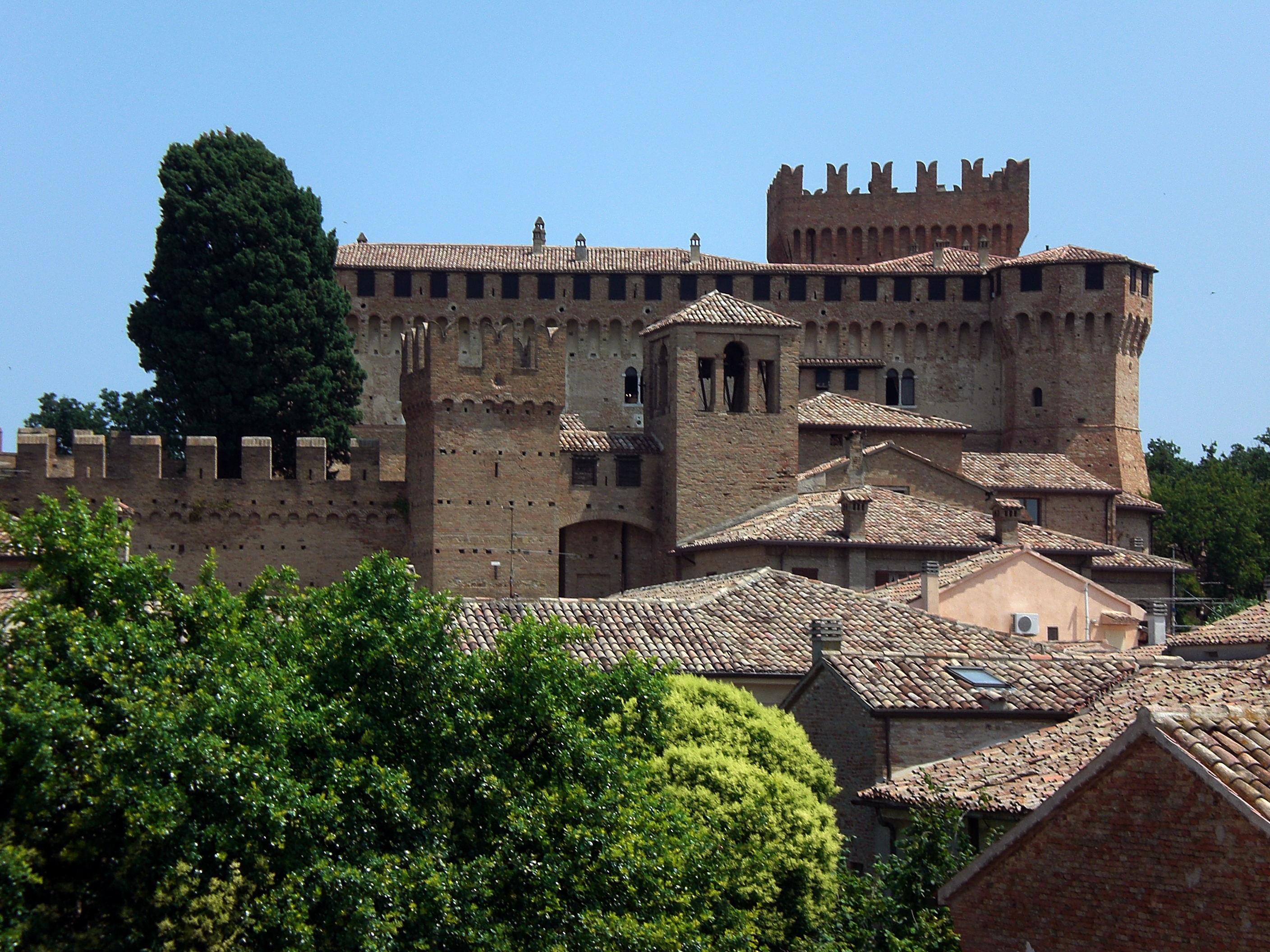
Il castello di Gradara

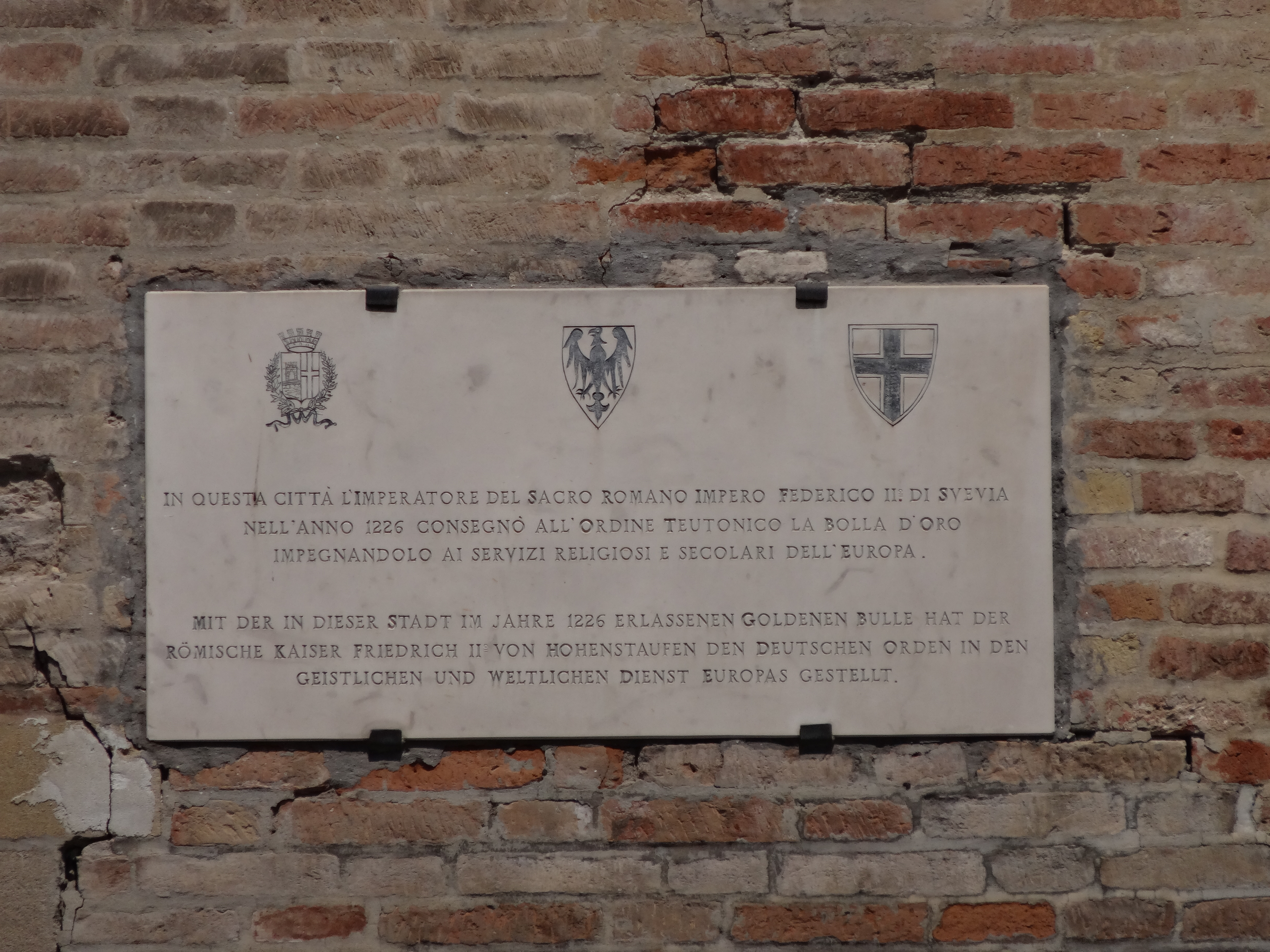

Il dominio dei Malatesta fu vario e mutevole. Esso si estese, nei momenti di maggior splendore, a Rimini, Cervia, Fano, Fossombrone, Pesaro, Iesi, Osimo, Sogliano, Senigallia, Ascoli, Cesena, Bertinoro, Santarcangelo e altri luoghi delle odierne Romagna e Marche. Ma la città e il territorio in cui si consolidò la e periferica, ma soprattutto locale (anche in campo esecutivo e giurisdizionale) e alcuni rami della casata amministrarono le signorie di Rimini, Cesena (linea di Galeotto I e Domenico Malatesta Novello, realizzatore della Biblioteca Malatestiana) e Pesaro (ramo di Malatesta III Guastafamiglia e Pandolfo II). Quella di Rimini, fulcro del potere dinastico, confinava con il mare Adriatico, Cesena, la contea di Urbino, Pesaro, la repubblica di San Marino e lo Stato Pontificio con l'enclave di Senigallia. Rocche e manieri caratterizzavano il paesaggio delle contrade: i più rappresentativi erano il forte di San Leo (in possesso dei Malatesta dalla seconda metà del Trecento fino al 1441, quando se ne impadronì Federico da Montefeltro) e il castello di Gradara (luogo di supposte tragiche vicende familiari, ricordate da Dante Alighieri, di proprietà dei signori riminesi fino al 1463).
L'economia della signoria era soprattutto agricola, ma era importante pure l'allevamento del bestiame e la pesca. La riscossione dei tributi, compresi i pedaggi da pagare ai confini con gli altri feudi, era la voce principale del bilancio signorile.
L'imperatore Federico Barbarossa, nel 1157, concesse al comune di Rimini il diritto di battere moneta, ribadito nel 1250 dal papa Innocenzo IV e, quattro anni dopo, dal re dei Romani Guglielmo II d'Olanda. L'attività della zecca cessò nel 1468 per disposizione di Pio II, in seguito alla dipartita di Sigismondo Pandolfo. Operavano anche le officine monetarie di Brescia, Cesena e Pesaro.
Malatesta da Verucchio, dopo aver ricoperto la carica di podestà, nel 1295 riuscì a spodestare le famiglie ghibelline riminesi ed a proclamarsi signore, ottenendo il vicariato apostolico da parte del papa Bonifacio IX, indebolito dalla crisi della sua suprema autorità motivata dallo Scisma d'Occidente. Da quel momento iniziò l'ascesa della casata, turbata, tuttavia, dalle cruente lotte al suo interno per la successione e il possesso dei territori, soprattutto dopo la morte del centenario Malatesta. A questa precaria situazione si aggiunsero l'ostilità e l'antagonismo di personaggi illustri e interessati ai possedimenti malatestiani, quali Francesco Sforza, duca di Milano, l'ingombrante confinante duca di Urbino Federico da Montefeltro e Cesare Borgia.
Rimini, comunque, durante la signoria di Sigismondo Pandolfo (1432-1468), insigne condottiero e mecenate, raggiunse significativi risultati sotto l'aspetto urbanistico, artistico (costruzione del Tempio Malatestiano e di Castel Sismondo), politico ed economico. La corte rinascimentale di Sigismondo attrasse letterati, pittori, come Piero della Francesca, e architetti, specialmente nella persona di Leon Battista Alberti.
Alla morte del grande Malatesta seguì un periodo di pericolosa incertezza per la signoria, a causa della debolezza dei successori e l'aggressività del duca Valentino. Questi occupò Rimini, esautorando Pandolfo IV. In seguito alla scomparsa del papa Alessandro VI finì il dominio borgiano e la signoria fu annessa allo Stato Pontificio: Pandolfaccio riprese brevemente il potere in modo effimero nei periodi 1522-1523 e 1527-1528, per poi essere esiliato a Ferrara presso il duca Alfonso I d'Este e morire a Roma nel 1534.

## Signori di Rimini (1295-1500)

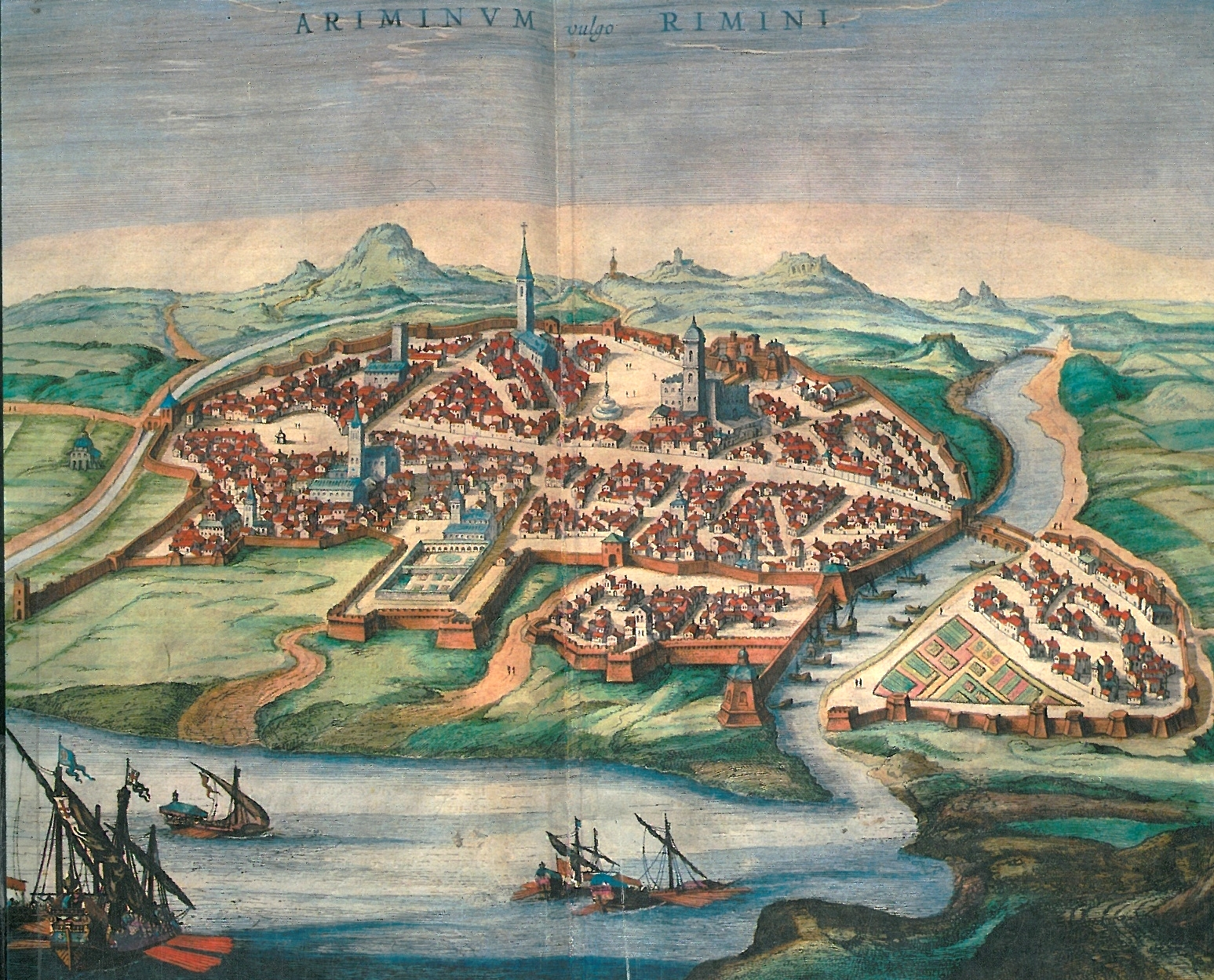
Rimini ai tempi della signoria

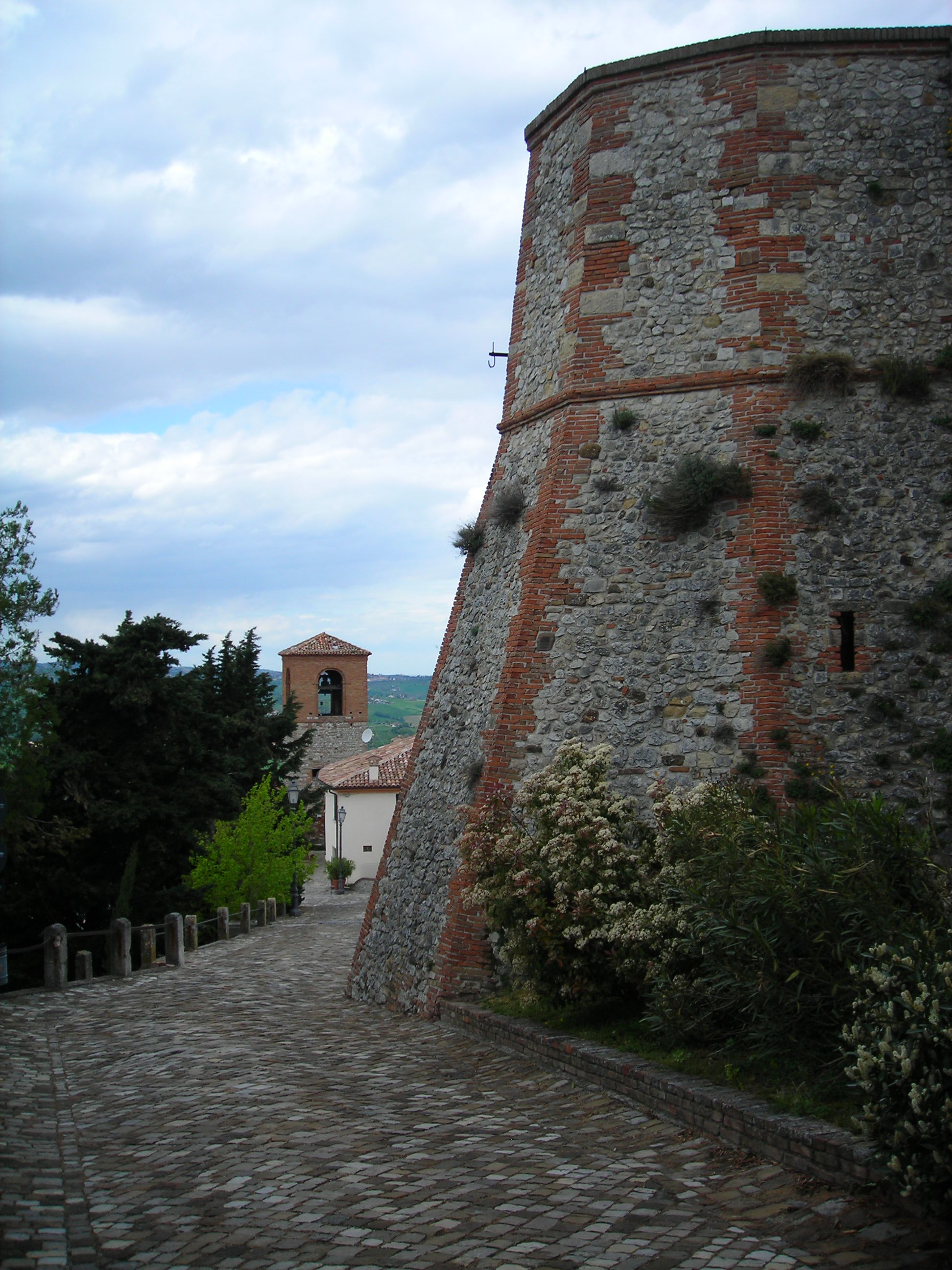
La rocca di Verucchio

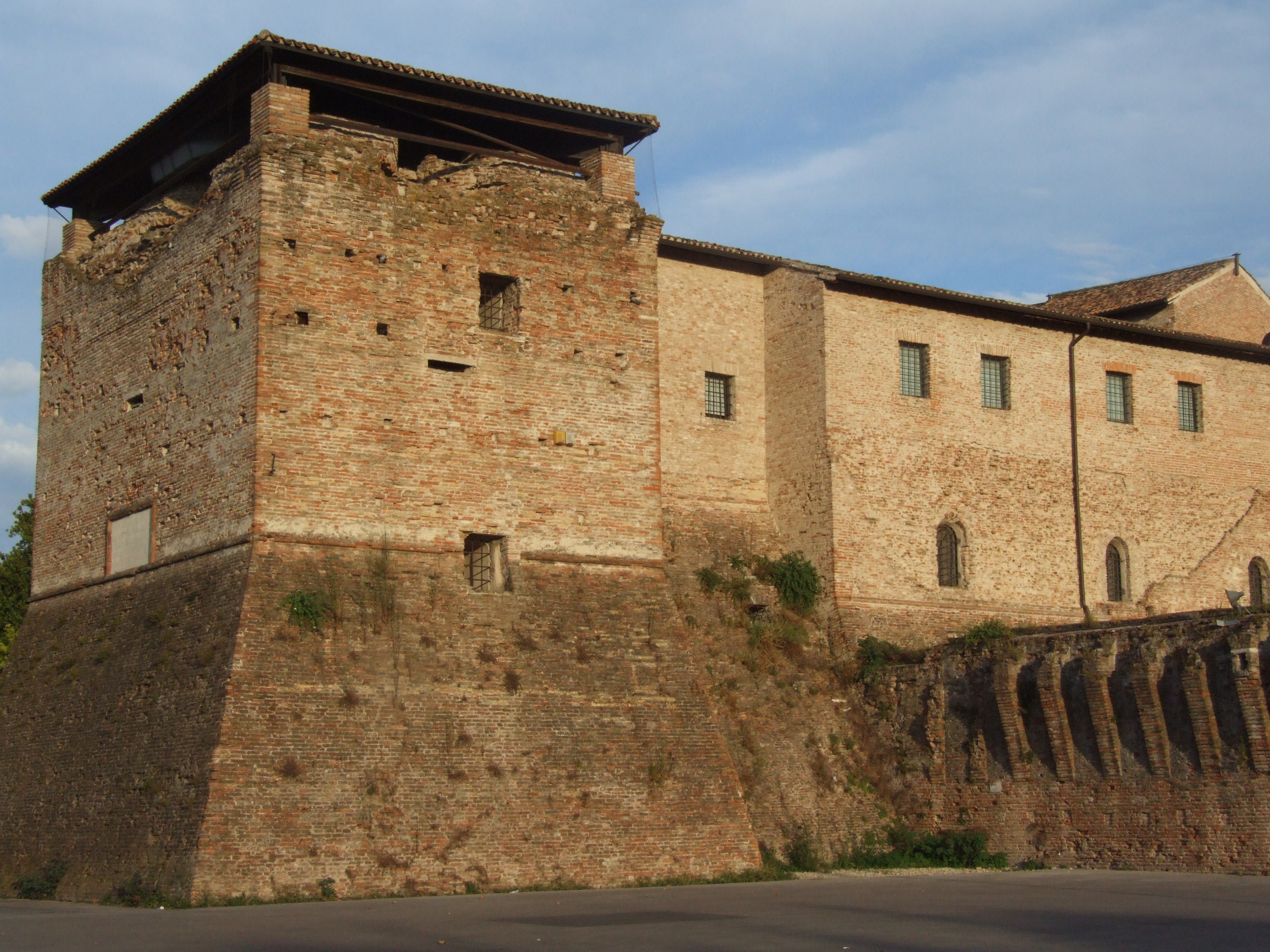
Castel Sismondo

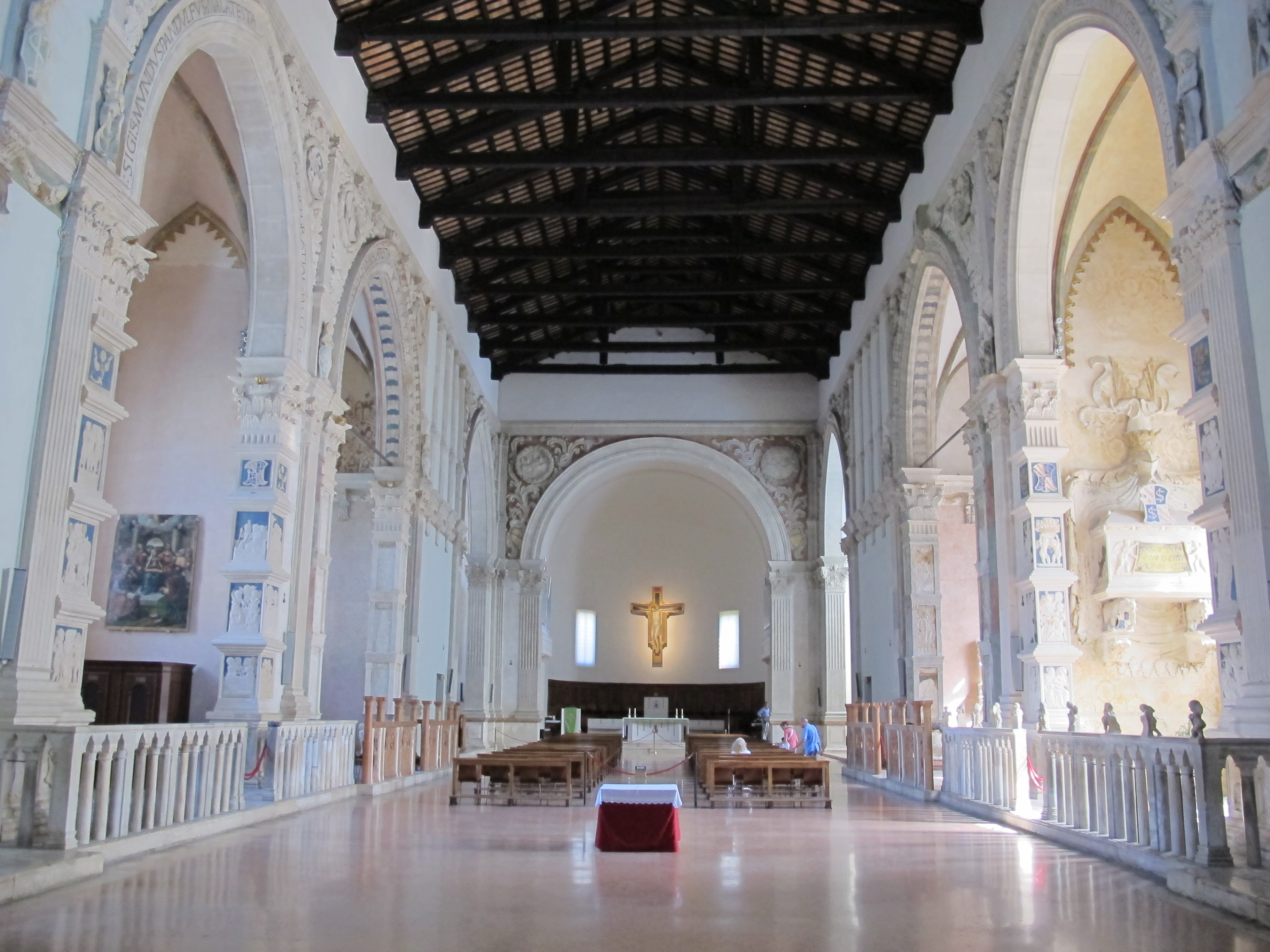
L'interno del Tempio Malatestiano

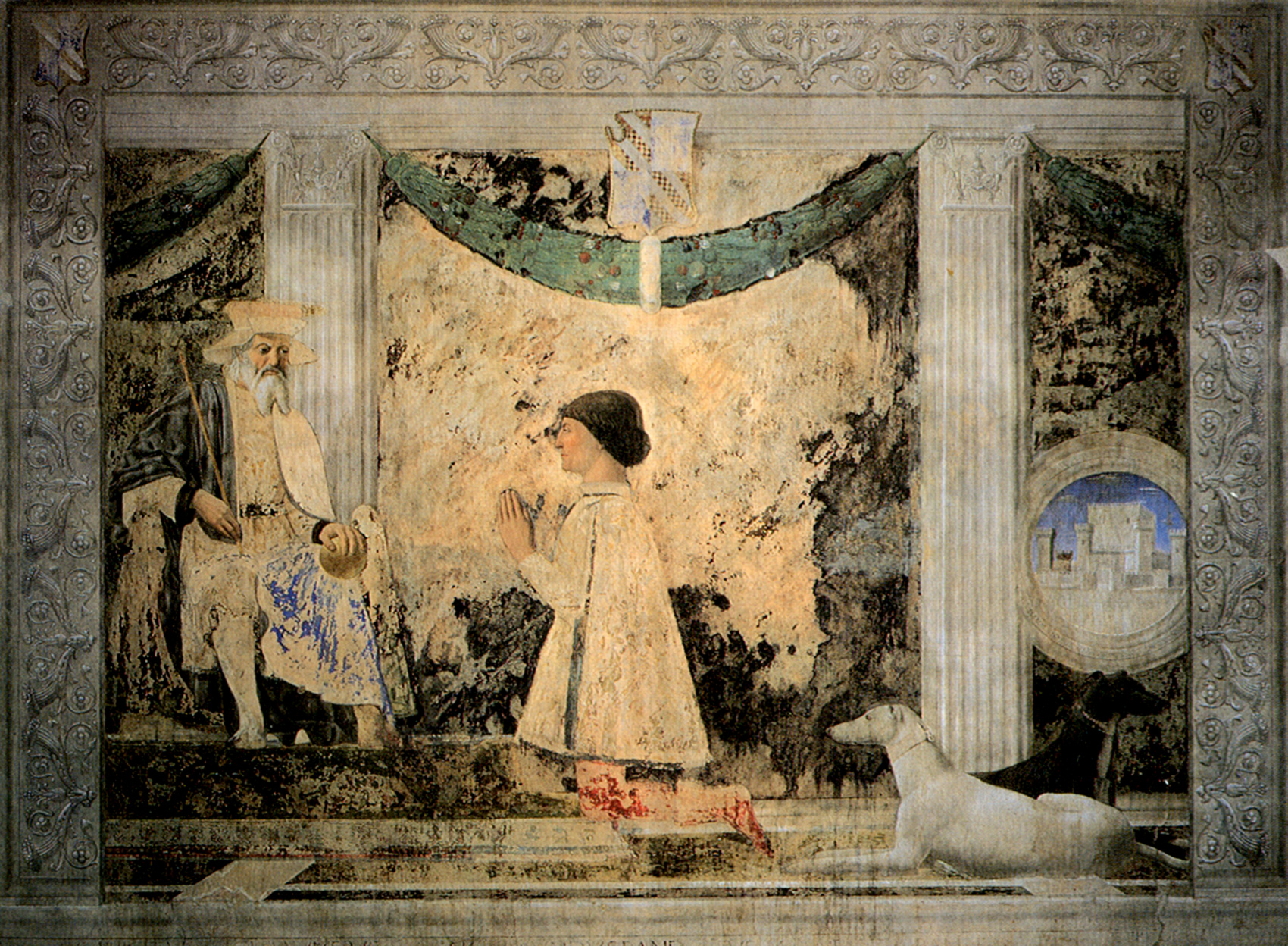
Sigismondo Pandolfo Malatesta
(Piero della Francesca, Tempio Malatestiano)

I Malatesta seguivano la numerazione dinastica all'interno della famiglia e a prescindere dai diversi rami.
| Ritratto | Nome                      | Signoria  | Coniuge                                             | Note                                                                    |
|          | Malatesta II da Verucchio | 1295-1312 | Concordia dei Pandolfini, Margherita Paltenieri     | figlio di Malatesta I, podestà di Pennabilli (1239-1249), e di Adelasia |
|          | Malatestino I Malatesta   | 1312-1317 | Giacoma de' Rossi                                   |                                                                         |
|          | Pandolfo I                | 1317-1326 | Taddea da Rimini                                    |                                                                         |
|          | Ferrantino                | 1326-1335 | Belluccia da Rimini                                 |                                                                         |
|          | Malatesta III             | 1336-1367 | Costanza Ondedei                                    |                                                                         |
|          | Malatesta Ungaro          | 1363-1372 | Costanza d'Este                                     | seconda moglie                                                          |
|          | Galeotto I                | 1372-1385 | Elisa de la Villette, Gentile da Varano             |                                                                         |
|          | Carlo I                   | 1385-1429 | Elisabetta Gonzaga                                  |                                                                         |
|          | Galeotto Roberto          | 1429-1432 | Margherita d'Este                                   |                                                                         |
|          | Sigismondo Pandolfo       | 1432-1468 | Ginevra d'Este, Polissena Sforza, Isotta degli Atti |                                                                         |
|          | Roberto                   | 1468-1482 | Elisabetta da Montefeltro                           |                                                                         |
|          | Pandolfo IV               | 1482-1500 | Violante Bentivoglio                                | ultimo signore sovrano                                                  |

### Linea di successione dei signori di Rimini
|                           |                           |                               |                               |                        |                              |                              |                                 |                                 |
|                           | Malatesta I 1295 – 1312   |                               |                               |                        |                              |                              |                                 |                                 |
|                           |                           |                               |                               |                        |                              |                              |                                 |                                 |
|                           |                           |                               |                               |                        |                              |                              |                                 |                                 |
| Malatestino I 1312 – 1317 | Malatestino I 1312 – 1317 |                               | Pandolfo I 1317 – 1326        | Pandolfo I 1317 – 1326 |                              |                              |                                 |                                 |
|                           |                           |                               |                               |                        |                              |                              |                                 |                                 |
|                           |                           |                               |                               |                        |                              |                              |                                 |                                 |
| Ferrantino 1326 – 1335    | Ferrantino 1326 – 1335    | Malatesta II 1336 – 1367      | Malatesta II 1336 – 1367      |                        | Galeotto I 1372 – 1385       | Galeotto I 1372 – 1385       |                                 |                                 |
|                           |                           |                               |                               |                        |                              |                              |                                 |                                 |
|                           |                           |                               |                               |                        |                              |                              |                                 |                                 |
|                           |                           | Galeotto "Ungaro" 1363 – 1372 | Galeotto "Ungaro" 1363 – 1372 | Carlo I 1385 – 1429    | Carlo I 1385 – 1429          | Pandolfo                     | Pandolfo                        |                                 |
|                           |                           |                               |                               |                        |                              |                              |                                 |                                 |
|                           |                           |                               |                               |                        |                              |                              |                                 |                                 |
|                           |                           |                               |                               |                        | Galeotto Roberto 1429 – 1432 | Galeotto Roberto 1429 – 1432 | Sigismondo Pandolfo 1432 – 1468 | Sigismondo Pandolfo 1432 – 1468 |
|                           |                           |                               |                               |                        |                              |                              |                                 |                                 |
|                           |                           |                               |                               |                        |                              |                              |                                 |                                 |
|                           |                           |                               |                               |                        |                              |                              | Roberto 1468 – 1482             |                                 |
|                           |                           |                               |                               |                        |                              |                              |                                 |                                 |
|                           |                           |                               |                               |                        |                              |                              |                                 |                                 |
|                           |                           |                               |                               |                        |                              |                              | Pandolfo II 1482 – 1500         |                                 |